# Filmjahr 1976
Liste der Filmjahre

◄◄ | ◄ | 1972 | 1973 | 1974 | 1975 | Filmjahr 1976 | 1977 | 1978 | 1979 | 1980 | ► | ►►

Weitere Ereignisse

## Ereignisse
- 8. Februar: Uraufführung von Taxi Driver (Regie: Martin Scorsese), nach Einschätzung zahlreicher Kritiker einer der bedeutendsten US-amerikanischen Filme.
- 3. April: Erstmals wird der französische Filmpreis César verliehen. Erster Preisträger in der Kategorie Bester Film ist Robert Enrico mit seinem Film Das alte Gewehr.
- Erstmals findet das Cairo International Film Festival statt. Es ist das erste Filmfestival im Nahen Osten.
- Die Dreharbeiten zu Star Wars beginnen. George Lucas verzichtet zugunsten der Rechte am Merchandising auf 500 000 USD seiner Gage.
- Januar – Die Sieger der BRAVO Otto Leserwahl werden vorgestellt:
  - Kategorie – männliche Filmstars: Gold Terence Hill, Silber Jan-Michael Vincent, Bronze Louis de Funès
  - Kategorie – weibliche Filmstars: Gold Ute Kittelberger, Silber Linda Blair, Bronze Christiane Gött

## Top 10 der erfolgreichsten Filme

### In Deutschland
Die zehn erfolgreichsten Filme an den deutschen Kinokassen nach Besucherzahlen (Stand: 24. November 2018):
| Platz           | Filmtitel                                     | Besucher  |
| --------------- | --------------------------------------------- | --------- |
| 1.              | Asterix erobert Rom                           | 5.600.000 |
| 2.              | Einer flog über das Kuckucksnest              | 6.427.000 |
| 3.              | Brust oder Keule                              | 3.100.000 |
| 4.              | King Kong                                     | 3.000.000 |
| 5.              | Her mit den kleinen Engländerinnen            | 2.500.000 |
| 6.              | Hector, der Ritter ohne Furcht und Tadel      | 1.800.000 |
| 7.              | Mel Brooks’ letzte Verrücktheit: Silent Movie | 1.746.000 |
| 8.              | Schlacht um Midway                            | 1.550.000 |
| 9.              | Familiengrab                                  | 1.400.000 |
| 10.             | Schande des Dschungels                        | 1.331.000 |
| Kinostarts 1976 |                                               |           |

### In den USA
Die zehn erfolgreichsten Filme an den US-amerikanischen Kinokassen nach Einspielergebnis.
| Platz | Filmtitel               | Einspielergebnis in US-Dollar |
| ----- | ----------------------- | ----------------------------- |
| 1.    | Rocky                   | 55.900.000                    |
| 2.    | A Star Is Born          | 37.100.000                    |
| 3.    | King Kong               | 36.900.000                    |
| 4.    | Silver Streak           | 30.018.000                    |
| 5.    | All the President's Men | 30.000.000                    |
| 6.    | The Omen                | 28.500.000                    |
| 7.    | The Bad News Bears      | 24.800.000                    |
| 8.    | The Enforcer            | 24.000.000                    |
| 9.    | In Search of Noah's Ark | 23.800.000                    |
| 10.   | Midway                  | 21.610.435                    |

## Filmpreise

### Golden Globe Award
Am 24. Januar findet im Beverly Hilton Hotel in Los Angeles die Golden-Globe-Verleihung statt.
- Bestes Drama: Einer flog über das Kuckucksnest von Miloš Forman
- Bestes Musical/Komödie: Die Sunny Boys (The Sunshine Boys) von Herbert Ross
- Bester Schauspieler (Drama): Jack Nicholson in Einer flog über das Kuckucksnest
- Beste Schauspielerin (Drama): Louise Fletcher in Einer flog über das Kuckucksnest
- Bester Schauspieler (Musical/Komödie): Walter Matthau in Die Sunny Boys
- Beste Schauspielerin (Musical/Komödie): Ann-Margret in Tommy
- Bester Nebendarsteller: Richard Benjamin in Die Sunny Boys
- Beste Nebendarstellerin: Brenda Vaccaro in Einmal ist nicht genug
- Bester Regisseur: Miloš Forman für Einer flog über das Kuckucksnest
- Beste Musik: John Williams für Der weiße Hai

### Academy Awards
Im Dorothy Chandler Pavilion in Los Angeles findet am 29. März die Oscarverleihung statt.
- Bester Film: Einer flog über das Kuckucksnest von Miloš Forman
- Bester Hauptdarsteller: Jack Nicholson in Einer flog über das Kuckucksnest
- Beste Hauptdarstellerin: Louise Fletcher in Einer flog über das Kuckucksnest
- Bester Regisseur: Miloš Forman für Einer flog über das Kuckucksnest
- Bester Nebendarsteller: George Burns in Die Sunny Boys (The Sunshine Boys)
- Beste Nebendarstellerin: Lee Grant in Shampoo
- Beste Kamera: John Alcott für Barry Lyndon
- Bestes Szenenbild: Ken Adam für Barry Lyndon
- Beste Musik: John Williams für Der weiße Hai
- Bester fremdsprachiger Film: Dersu Uzala von Akira Kurosawa
- Ehrenoscar: Mary Pickford

Vollständige Liste der Preisträger

### Internationale Filmfestspiele von Cannes 1976
Das Festival beginnt am 13. Mai und endet am 28. Mai. Die Jury unter Präsident Tennessee Williams vergibt folgende Preise:
- Goldene Palme: Taxi Driver von Martin Scorsese
- Bester Schauspieler: José Luis Goméz in Leben und Tod des Pascual Duarte
- Beste Schauspielerin: Dominique Sanda in Das Erbe der Ferramonti und Mari Törõcsik in Frau Dery, wohin gehen Sie?
- Bester Regisseur: Ettore Scola für Die Schmutzigen, die Häßlichen und die Gemeinen

### Internationale Filmfestspiele Berlin 1976
Das Festival beginnt am 25. Juni und endet am 6. Juli. Die Jury unter Präsident Jerzy Kawalerowicz vergibt folgende Preise:
- Goldener Bär: Buffalo Bill und die Indianer von Robert Altman
- Bester Schauspieler: Gerhard Olschewski in Verlorenes Leben
- Beste Schauspielerin: Jadwiga Barańska in Noce i dnie
- Bester Regisseur: Mario Monicelli für Caro Michele

### Deutscher Filmpreis
- Bester Film: Es herrscht Ruhe im Land von Peter Lilienthal
- Beste Hauptdarstellerin: Edith Clever für Die Marquise von O., Ulrike Luderer für Sternsteinhof und Angela Winkler für Die verlorene Ehre der Katharina Blum
- Bester Hauptdarsteller: Bruno Ganz für Die Marquise von O., Gerhard Olschewski für Verlorenes Leben und Karl Maria Schley für Mozart – Aufzeichnungen einer Jugend

### César
- Bester Film: Das alte Gewehr von Robert Enrico
- Beste Regie: Bertrand Tavernier für Wenn das Fest beginnt ...
- Bester Hauptdarsteller: Philippe Noiret für Das alte Gewehr
- Beste Hauptdarstellerin: Romy Schneider für Nachtblende
- Bester Nebendarsteller: Jean Rochefort für Wenn das Fest beginnt ...
- Beste Nebendarstellerin: Marie-France Pisier für Cousin, Cousine
- Bester ausländischer Film: Der Duft der Frauen von Dino Risi

### British Academy Film Award
- Bester Film: Alice lebt hier nicht mehr von Martin Scorsese
- Beste Regie: Stanley Kubrick für Barry Lyndon
- Bester Hauptdarsteller: Al Pacino für Hundstage und Der Pate – Teil II
- Beste Hauptdarstellerin: Ellen Burstyn für Alice lebt hier nicht mehr
- Bester Nebendarsteller: Fred Astaire für Flammendes Inferno
- Beste Nebendarstellerin: Diane Ladd für Alice lebt hier nicht mehr

### New York Film Critics Circle Award
- Bester Film: Die Unbestechlichen von Alan J. Pakula
- Beste Regie: Alan J. Pakula für Die Unbestechlichen
- Bester Hauptdarsteller: Robert De Niro in Taxi Driver
- Beste Hauptdarstellerin: Liv Ullmann in Von Angesicht zu Angesicht
- Bester Nebendarsteller: Jason Robards in Die Unbestechlichen
- Beste Nebendarstellerin: Talia Shire in Rocky

### National Board of Review
- Bester Film: Die Unbestechlichen von Alan J. Pakula
- Beste Regie: Alan J. Pakula für Die Unbestechlichen
- Bester Hauptdarsteller: David Carradine in Dieses Land ist mein Land
- Beste Hauptdarstellerin: Liv Ullmann in Von Angesicht zu Angesicht
- Bester Nebendarsteller: Jason Robards in Die Unbestechlichen
- Beste Nebendarstellerin: Talia Shire in Rocky
- Bester fremdsprachiger Film: Die Marquise von O. von Éric Rohmer

### Los Angeles Film Critics Association Awards
- Bester Film: Network von Sidney Lumet und Rocky von John G. Avildsen
- Beste Regie: Sidney Lumet für Network
- Bester Hauptdarsteller: Robert De Niro in Taxi Driver
- Beste Hauptdarstellerin: Liv Ullmann in Von Angesicht zu Angesicht
- Bester fremdsprachiger Film: Von Angesicht zu Angesicht von Ingmar Bergman
- Bester Nachwuchs: Martin Scorsese und Jodie Foster für Taxi Driver
- Lebenswerk: Allan Dwan

### Weitere Filmpreise und Auszeichnungen
- AFI Life Achievement Award: William Wyler
- David di Donatello: Ein irres Klassentreffen, Die Macht und ihr Preis (Bester italienischer Film) und Nashville (Bester ausländischer Film)
- Directors Guild of America Award: Miloš Forman für Einer flog über das Kuckucksnest
- Evening Standard British Film Award: Mord im Orientexpreß von Sidney Lumet
- Ernst-Lubitsch-Preis: Günter Lamprecht für Das Brot des Bäckers
- Louis-Delluc-Preis: Der Richter, den sie Sheriff nannten von Yves Boisset
- Nastro d’Argento: Beruf: Reporter von Michelangelo Antonioni und Einer flog über das Kuckucksnest von Miloš Forman
- National Society of Film Critics Award: Nashville von Robert Altman
- People’s Choice Award: Der weiße Hai von Steven Spielberg (populärster Film), John Wayne (populärster Schauspieler), Katharine Hepburn (populärste Schauspielerin)
- Preis der deutschen Filmkritik: Es herrscht Ruhe im Land von Peter Lilienthal
- Festival Internacional de Cine de Donostia-San Sebastián: Das Zigeunerlager zieht in den Himmel von Emil Loteanu (Goldene Muschel)
- Writers Guild of America Award: Hundstage (Bestes Originaldrehbuch-Drama), Shampoo (Bestes Originaldrehbuch-Komödie), Einer flog über das Kuckucksnest (Bestes adaptiertes Drehbuch-Drama), Die Sunny Boys (Bestes adaptiertes Drehbuch-Komödie), Michael Wilson (Lebenswerk)

## Geburtstage

### Januar bis März
Januar

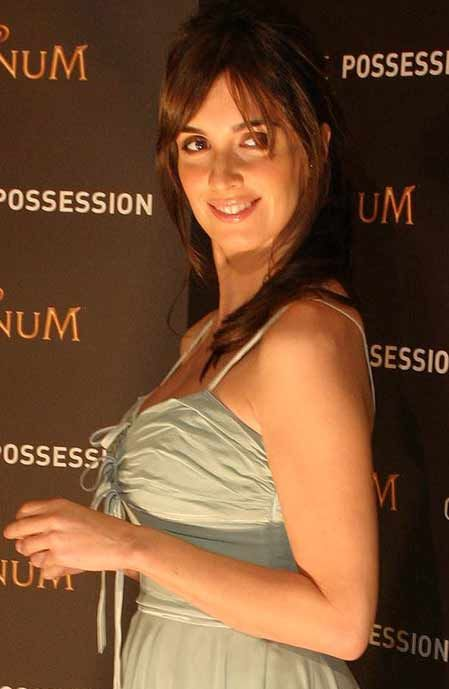
Paz Vega (* 2. Januar)

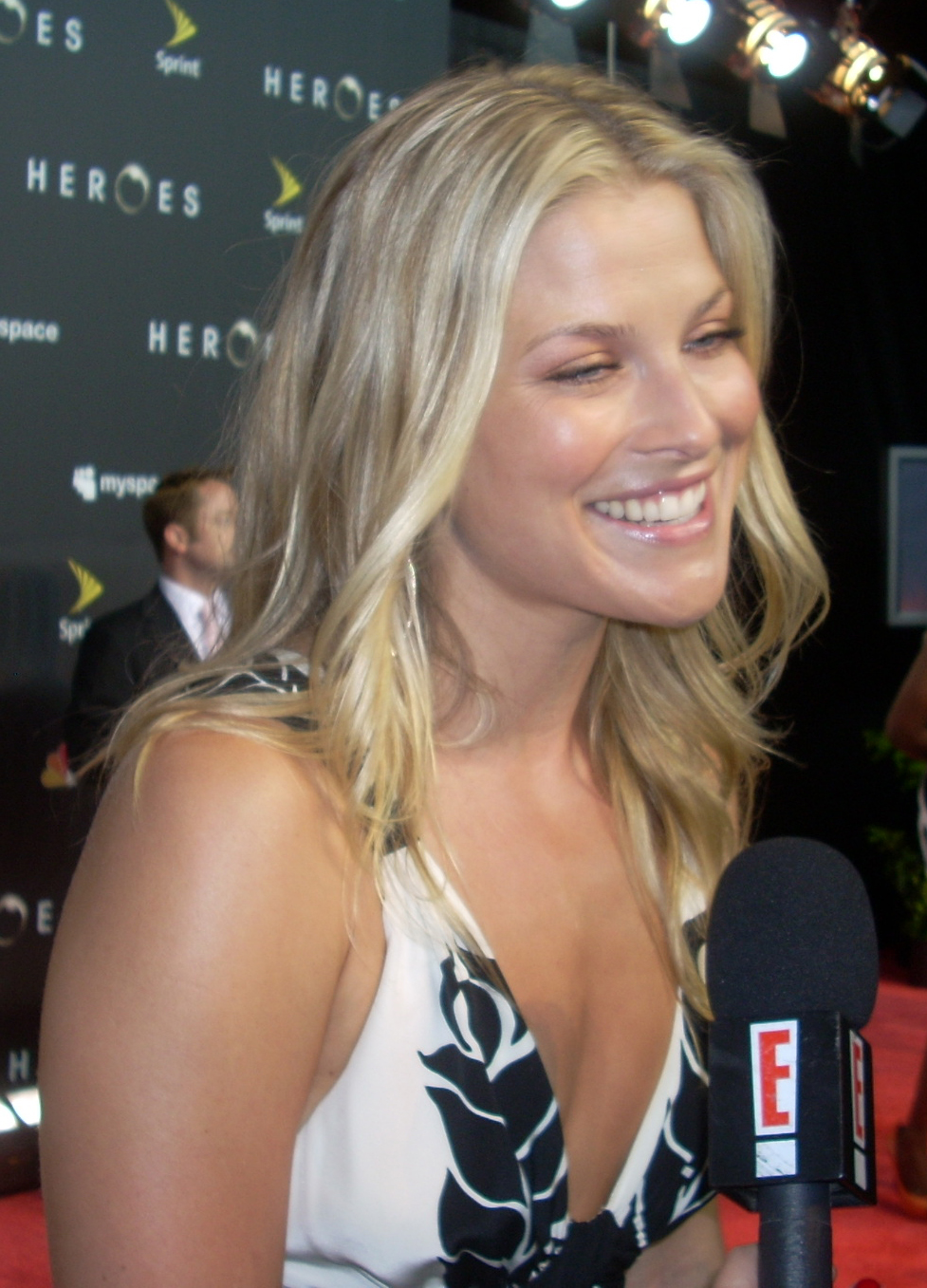
Ali Larter (* 28. Februar)

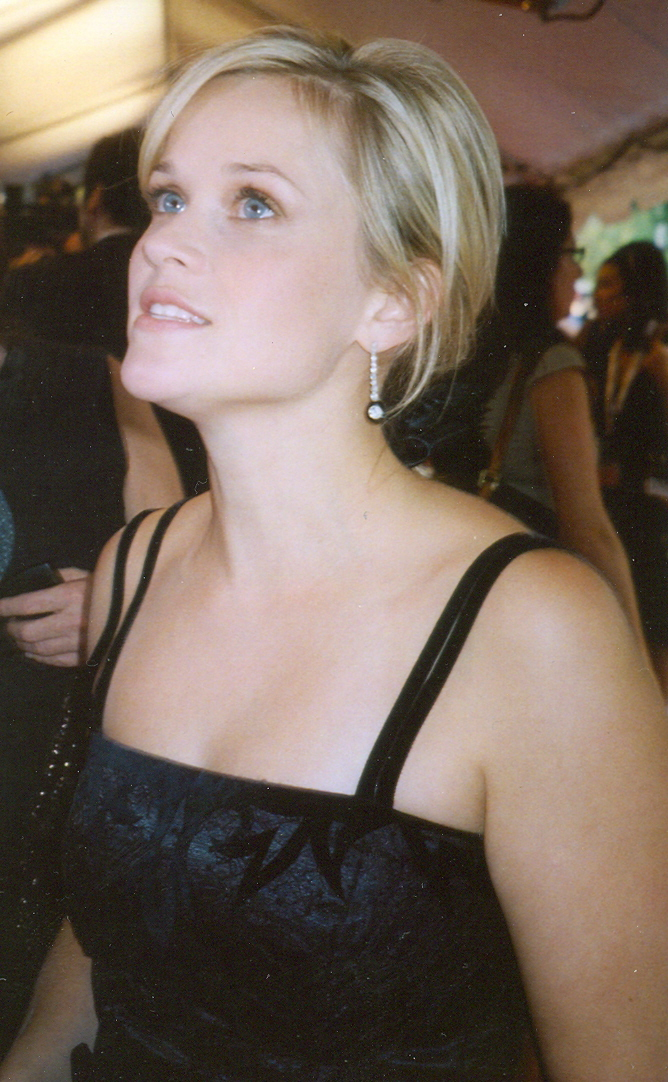
Reese Witherspoon (* 22. März)

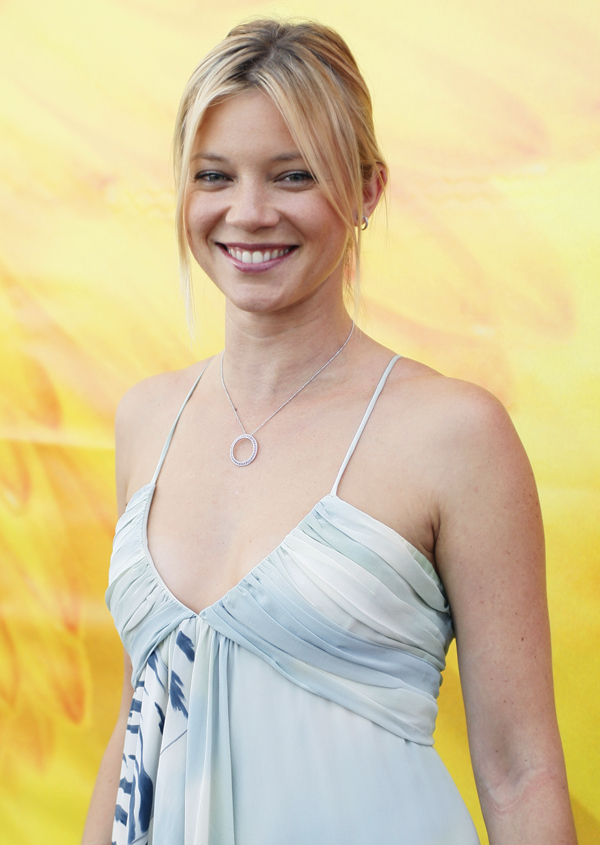
Amy Smart (* 26. März)

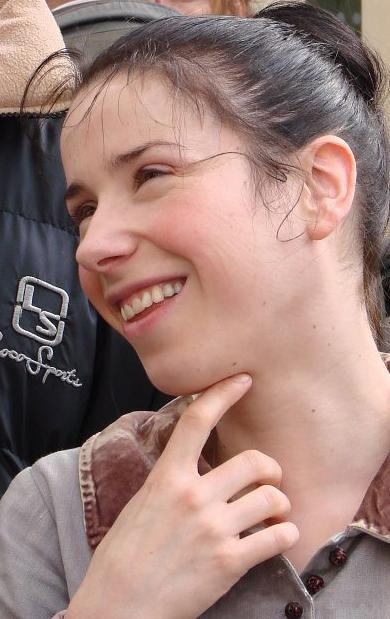
Sally Hawkins (* 27. April)

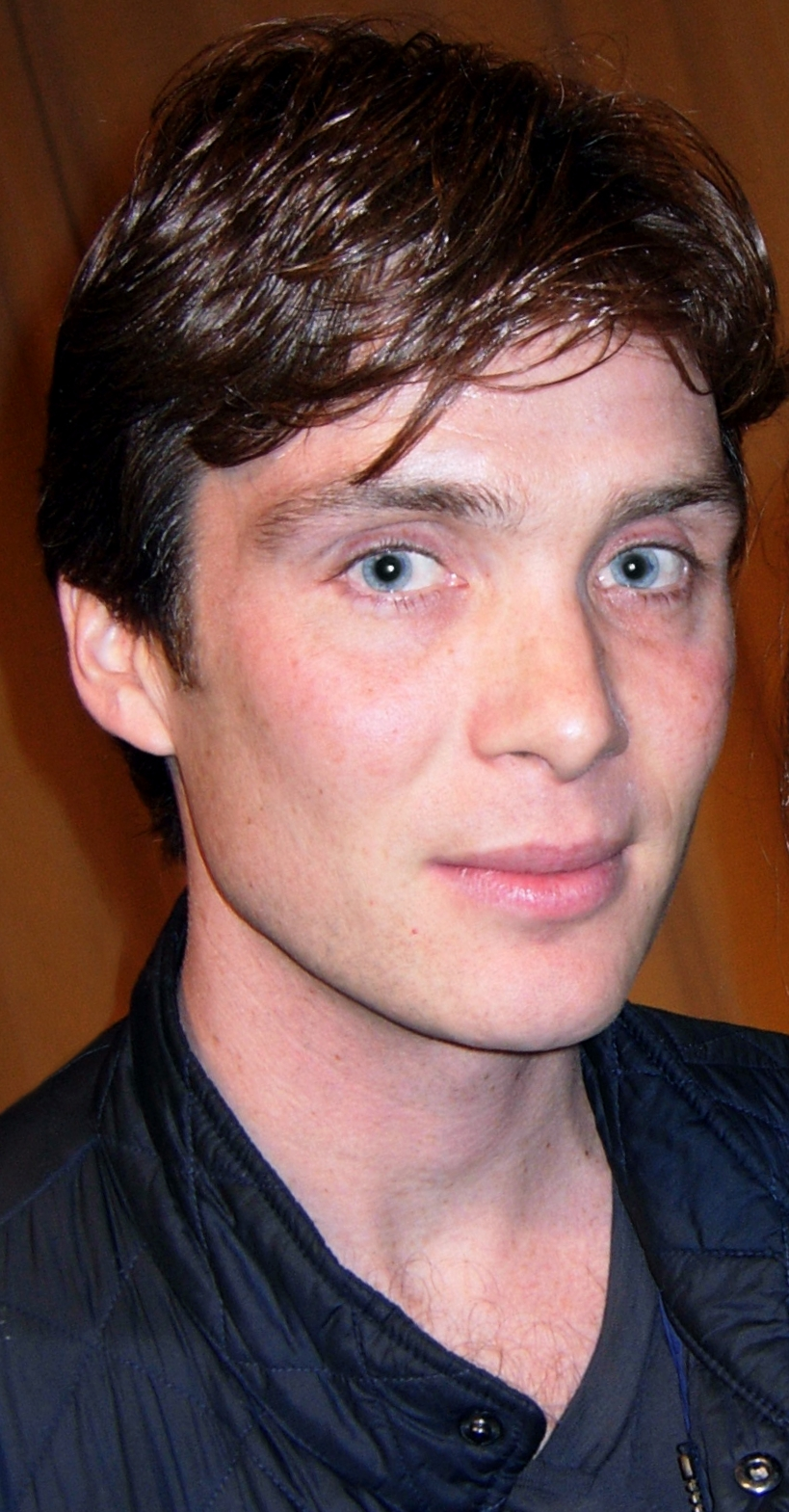
Cillian Murphy (* 25. Mai)

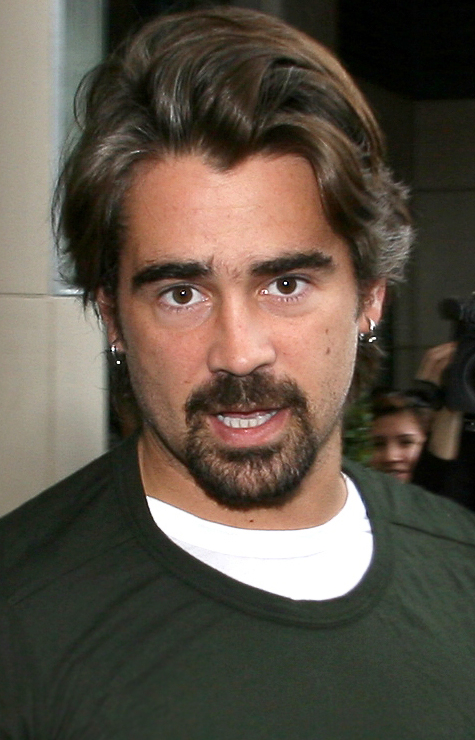
Colin Farrell (* 31. Mai)

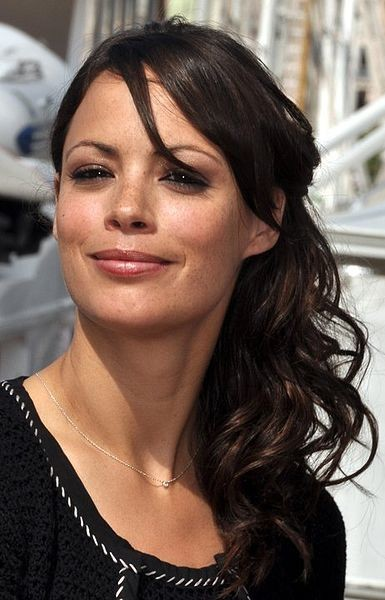
Bérénice Bejo (* 7. Juli)

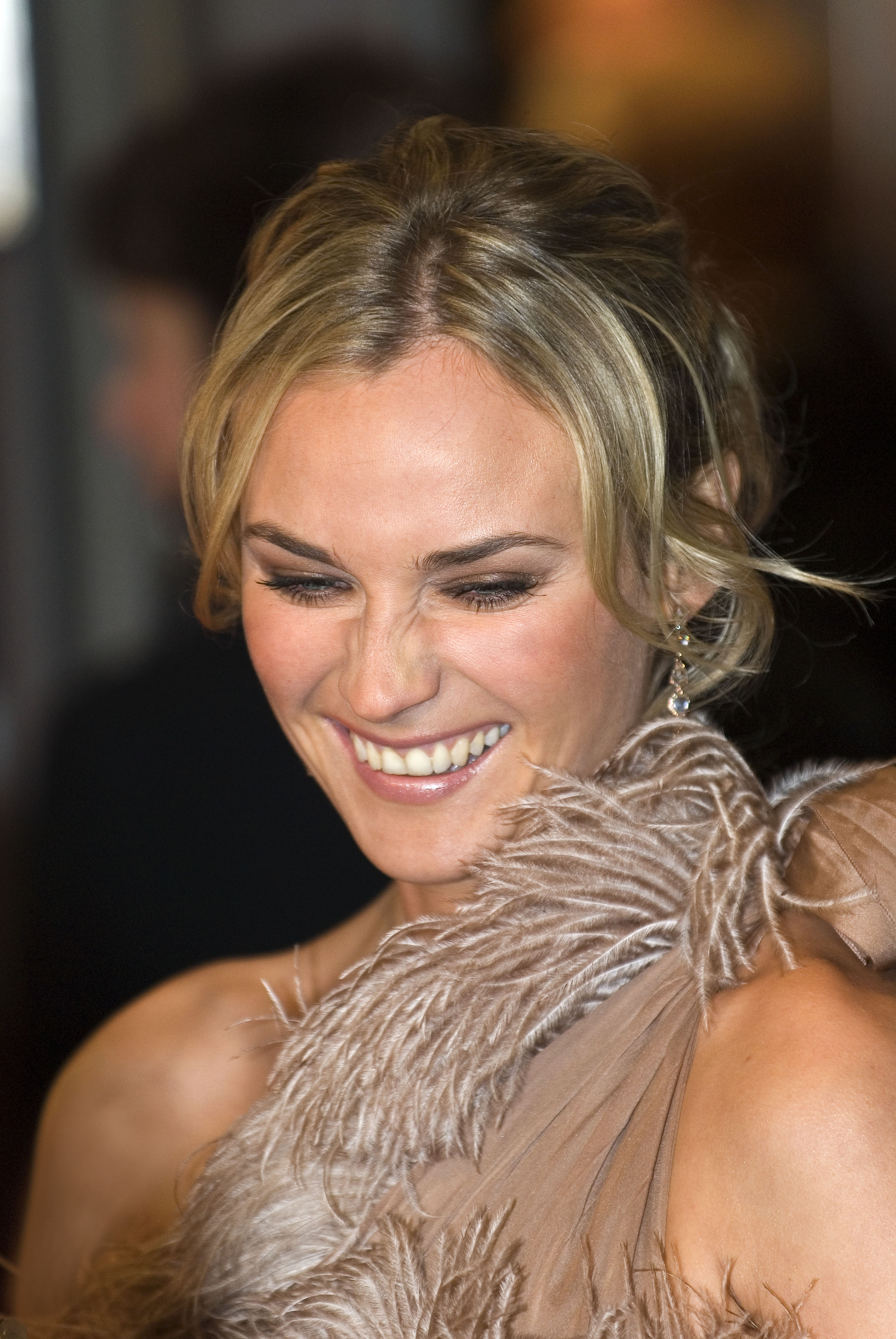
Diane Kruger (* 15. Juli)

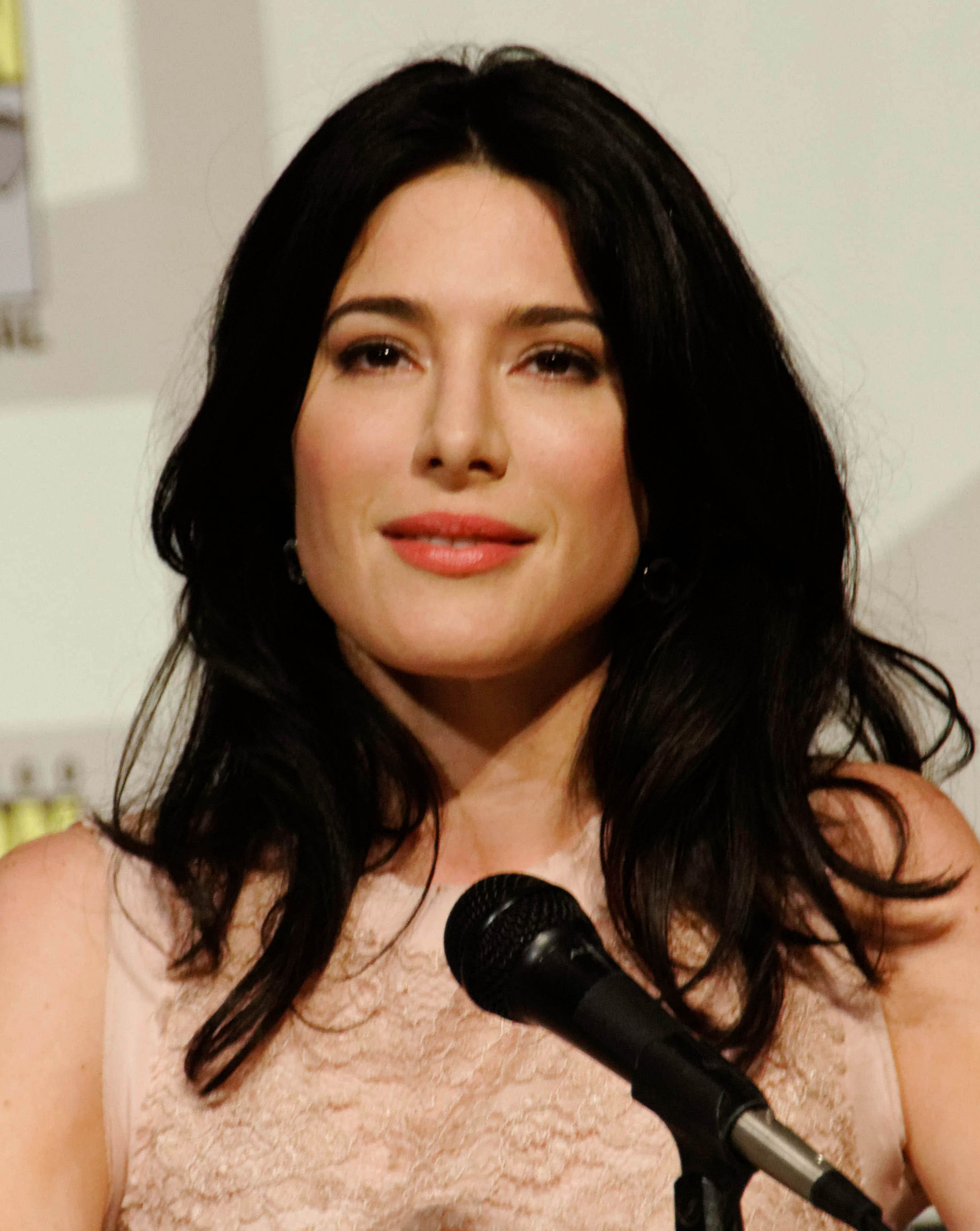
Jaime Murray (* 21. Juli)

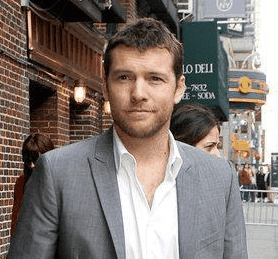
Sam Worthington (* 2. August)

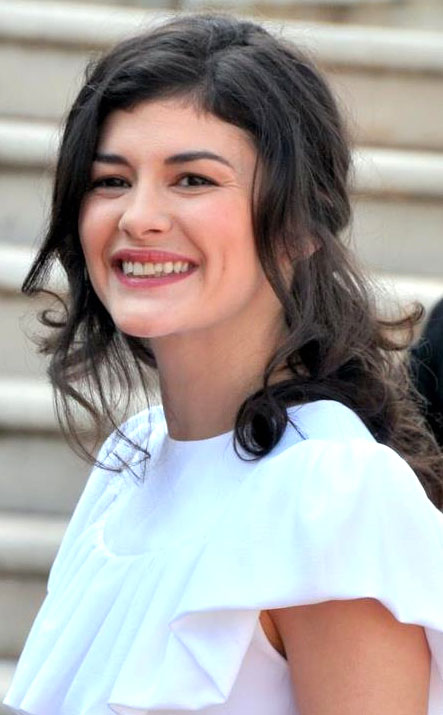
Audrey Tautou (* 9. August)

- 02. Januar: Paz Vega, spanische Schauspielerin
- 03. Januar: Nicholas Gonzalez, US-amerikanischer Schauspieler
- 04. Januar: August Diehl, deutscher Schauspieler
- 13. Januar: Michael Peña, US-amerikanischer Schauspieler
- 13. Januar: Ross McCall, schottischer Schauspieler
- 16. Januar: Eva Habermann, deutsche Schauspielerin und Moderatorin
- 18. Januar: Derek Richardson, US-amerikanischer Schauspieler
- 19. Januar: Marsha Thomason, britische Schauspielerin
- 21. Januar: Lars Eidinger, deutscher Schauspieler
- 28. Januar: Oliver Wnuk, deutscher Schauspieler, Autor und Hörspielsprecher

Februar
- 03. Februar: Isla Fisher, australische Schauspielerin
- 03. Februar: Eihi Shiina, japanische Schauspielerin
- 04. Februar: Daniel Wiemer, deutscher Schauspieler und Musiker
- 05. Februar: Tony Jaa, thailändischer Schauspieler
- 06. Februar: Maria Simon, deutsche Schauspielerin
- 09. Februar: Charlie Day, US-amerikanischer Schauspieler und Drehbuchautor
- 10. Februar: Keeley Hawes, britische Schauspielerin
- 11. Februar: Alexandra Neldel, deutsche Schauspielerin
- 14. Februar: Erica Leerhsen, US-amerikanische Schauspielerin
- 17. Februar: Kelly Carlson, US-amerikanische Schauspielerin
- 19. Februar: Maxime Chattam, französischer Schriftsteller und Schauspieler
- 22. Februar: Tamara Mello, US-amerikanische Schauspielerin
- 23. Februar: Kelly Macdonald, schottische Schauspielerin
- 24. Februar: Crista Flanagan, US-amerikanische Schauspielerin
- 25. Februar: Rashida Jones, US-amerikanische Schauspielerin
- 27. Februar: Rhea Harder-Vennewald, deutsche Schauspielerin
- 28. Februar: Ali Larter, US-amerikanische Schauspielerin

März
- 01. März: Luke Mably, britischer Filmschauspieler
- 05. März: Neil Jackson, britischer Schauspieler und Drehbuchautor
- 08. März: Freddie Prinze junior, US-amerikanischer Schauspieler
- 09. März: Nicole Kortlüke, deutsche Editorin
- 12. März: Xaver Hutter, österreichischer Schauspieler
- 12. März: Zhao Wei, chinesische Schauspielerin und Sängerin
- 13. März: Danny Masterson, US-amerikanischer Schauspieler
- 14. März: Daniel Gillies, kanadischer Schauspieler
- 16. März: Paul Schneider, US-amerikanischer Schauspieler
- 17. März: Brittany Daniel, US-amerikanische Schauspielerin
- 19. März: Rachel Blanchard, kanadische Schauspielerin
- 19. März: David Dewaele, französischer Schauspieler († 2013)
- 22. März: Jazsmin Lewis, US-amerikanische Schauspielerin
- 22. März: Reese Witherspoon, US-amerikanische Schauspielerin
- 23. März: Michelle Monaghan, US-amerikanische Schauspielerin
- 23. März: Keri Russell, US-amerikanische Schauspielerin
- 26. März: Amy Smart, US-amerikanische Schauspielerin
- 30. März: Jessica Cauffiel, US-amerikanische Schauspielerin
- 30. März: Anke Rähm, deutsche Schauspielerin
- 31. März: Marcel Collé, deutscher Synchronsprecher und Dialogregisseur

### April bis Juni
April
- 02. April: Thorsten Schorn, deutscher Moderator
- 04. April: Nils Brunkhorst, deutscher Schauspieler und Sänger
- 04. April: James Roday, US-amerikanischer Schauspieler
- 06. April: Jennipher Antoni, deutsche Schauspielerin
- 06. April: Candace Cameron, US-amerikanische Schauspielerin
- 07. April: Kevin Alejandro, US-amerikanischer Schauspieler
- 11. April: Ruth Moschner, deutsche Fernsehmoderatorin, Schauspielerin und Schriftstellerin
- 13. April: Glenn Howerton, US-amerikanischer Schauspieler
- 13. April: Jonathan Brandis, US-amerikanischer Schauspieler († 2003)
- 15. April: Susan Ward, US-amerikanische Schauspielerin
- 16. April: Lukas Haas, US-amerikanischer Schauspieler
- 16. April: Shu Qi, taiwanische Schauspielerin
- 16. April: David Lyons, australischer Schauspieler
- 17. April: Anna Geislerová, tschechische Schauspielerin
- 17. April: Monet Mazur, US-amerikanische Schauspielerin
- 17. April: Maïwenn, französische Filmschauspielerin, Drehbuchautorin und Filmregisseurin
- 18. April: Gavin Creel, US-amerikanischer Schauspieler und Sänger († 2024)
- 18. April: Tyrone Giordano, US-amerikanischer Schauspieler
- 18. April: Melissa Joan Hart, US-amerikanische Schauspielerin
- 18. April: Sean Maguire, britischer Schauspieler und Sänger
- 18. April: Rodrigo de la Serna, argentinischer Schauspieler
- 20. April: Joey Lawrence, US-amerikanischer Schauspieler
- 23. April: Gabriel Damon, US-amerikanischer Schauspieler
- 27. April: Sally Hawkins, britische Schauspielerin

Mai
- 01. Mai: Maike Kühl, deutsche Kabarettistin und Schauspielerin
- 01. Mai: Darius McCrary, US-amerikanischer Schauspieler
- 01. Mai: Violante Placido, italienische Schauspielerin und Sängerin
- 02. Mai: Cordelia Wege, deutsche Schauspielerin
- 05. Mai: Sage Stallone, US-amerikanischer Schauspieler und Regisseur († 2012)
- 07. Mai: Carrie Henn, US-amerikanische Kinderdarstellerin
- 14. Mai: Benjamin Quabeck, deutscher Regisseur
- 14. Mai: Martine McCutcheon, britische Schauspielerin
- 15. Mai: Claudia Brand, deutsche Schauspielerin
- 15. Mai: Lisa Feller, deutsche Schauspielerin, Komikerin und ehemalige Hörfunkmoderatorin
- 21. Mai: Carlo Ljubek, deutscher Schauspieler
- 25. Mai: Erinn Hayes, US-amerikanische Schauspielerin
- 25. Mai: Cillian Murphy, irischer Schauspieler und Drehbuchautor
- 25. Mai: Ethan Suplee, US-amerikanischer Schauspieler
- 30. Mai: Omri Katz, US-amerikanischer Schauspieler
- 30. Mai: Susu Padotzke, deutsche Schauspielerin
- 31. Mai: Colin Farrell, irischer Schauspieler

Juni
- 01. Juni: Pjotr Wiktorowitsch Buslow, russischer Regisseur
- 01. Juni: Alexander Scheer, deutscher Schauspieler und Musiker
- 08. Juni: Eion Bailey, US-amerikanischer Schauspieler
- 10. Juni: Jeremy Saulnier, US-amerikanischer Regisseur, Kameramann und Drehbuchautor
- 16. Juni: Tom Lenk, US-amerikanischer Schauspieler
- 17. Juni: Scott Adkins, britischer Schauspieler
- 18. Juni: Alana de la Garza, US-amerikanische Schauspielerin
- 19. Juni: Ryan Hurst, US-amerikanischer Schauspieler
- 23. Juni: Emmanuelle Vaugier, kanadische Schauspielerin
- 24. Juni: Sheetal Sheth, US-amerikanische Schauspielerin
- 29. Juni: Bret McKenzie, neuseeländischer Schauspieler und Musiker

### Juli bis September
Juli
- 03. Juli: Andrea Barber, US-amerikanische Schauspielerin
- 05. Juli: Jamie Elman, kanadisch-amerikanischer Schauspieler
- 06. Juli: Bashir Salahuddin, US-amerikanischer Schauspieler und Drehbuchautor
- 07. Juli: Hamish Linklater, US-amerikanischer Schauspieler
- 07. Juli: Bérénice Bejo, französische Schauspielerin
- 09. Juli: Fred Savage, US-amerikanischer Schauspieler
- 10. Juli: Adrian Grenier, US-amerikanischer Schauspieler
- 12. Juli: Anna Friel, britische Schauspielerin
- 14. Juli: Kirsten Sheridan, irische Regisseurin und Drehbuchautorin
- 15. Juli: Diane Kruger, deutsche Schauspielerin
- 17. Juli: Dagmara Domińczyk, polnisch-amerikanische Schauspielerin
- 18. Juli: Elsa Pataky, spanische Schauspielerin
- 19. Juli: Vinessa Shaw, US-amerikanische Schauspielerin
- 19. Juli: Benedict Cumberbatch, britischer Schauspieler
- 21. Juli: Jaime Murray, britische Schauspielerin
- 25. Juli: Stéphane Rideau, französischer Schauspieler
- 27. Juli: Seamus Dever, US-amerikanischer Schauspieler
- 30. Juli: Nikolai Kinski, US-amerikanischer Schauspieler

August
- 02. August: Sam Worthington, australischer Schauspieler
- 06. August: Melissa George, australische Schauspielerin
- 06. August: Soleil Moon Frye, US-amerikanische Schauspielerin und Regisseurin
- 09. August: Audrey Tautou, französische Schauspielerin
- 09. August: Jessica Capshaw, US-amerikanische Schauspielerin
- 09. August: Rhona Mitra, britische Schauspielerin
- 20. August: Kristen Miller, US-amerikanische Schauspielerin
- 22. August: James Dooley, US-amerikanischer Komponist
- 23. August: Scott Caan, US-amerikanischer Schauspieler
- 24. August: Alex O’Loughlin, australischer Schauspieler
- 25. August: Alexander Skarsgård, schwedischer Schauspieler und Regisseur
- 26. August: Mike Colter, US-amerikanischer Schauspieler
- 27. August: Sarah Chalke, kanadische Schauspielerin
- 31. August: Lucas Gregorowicz, deutsch-polnischer Schauspieler

September
- 03. September: Rebekah Johnson, US-amerikanische Schauspielerin
- 03. September: Ashley Jones, US-amerikanische Schauspielerin
- 05. September: Carice van Houten, niederländische Schauspielerin
- 06. September: Naomie Harris, britische Schauspielerin
- 07. September: Oliver Hudson, US-amerikanischer Schauspieler
- 09. September: Emma de Caunes, französische Schauspielerin
- 11. September: Steffen Lehmann, deutscher
- 15. September: Jonathan Liebesman, südafrikanischer Regisseur
- 19. September: Alison Sweeney, US-amerikanische Schauspielerin
- 20. September: Jon Bernthal, US-amerikanischer Schauspieler
- 20. September: Agata Buzek, polnische Schauspielerin
- 22. September: Sala Baker, neuseeländischer Schauspieler und Stunt-Koordinator
- 23. September: Kip Pardue, US-amerikanischer Schauspieler
- 25. September: Charlotte Ayanna, US-amerikanische Schauspielerin

### Oktober bis Dezember
Oktober

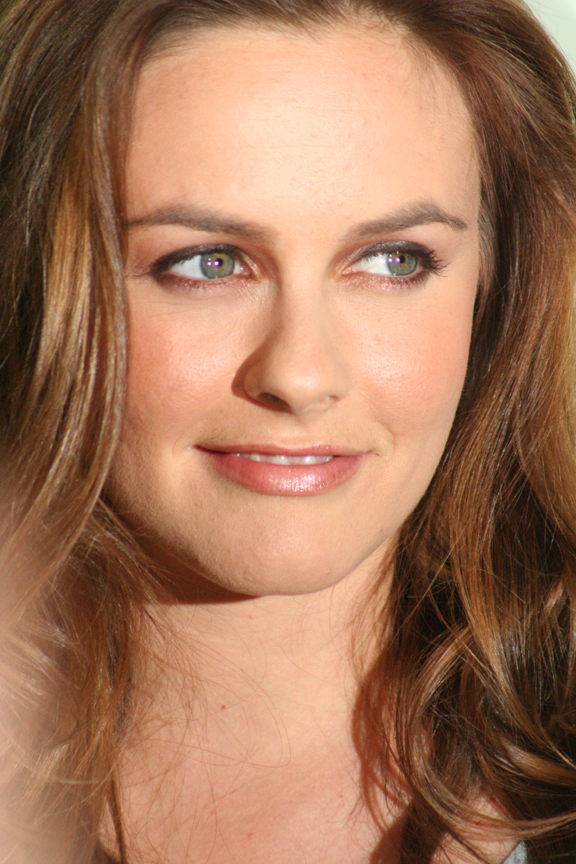
Alicia Silverstone (* 4. Oktober)

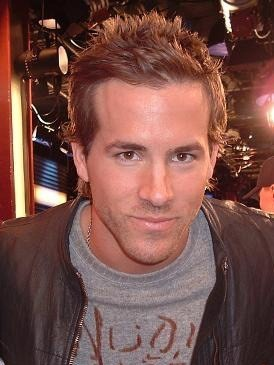
Ryan Reynolds (* 23. Oktober)

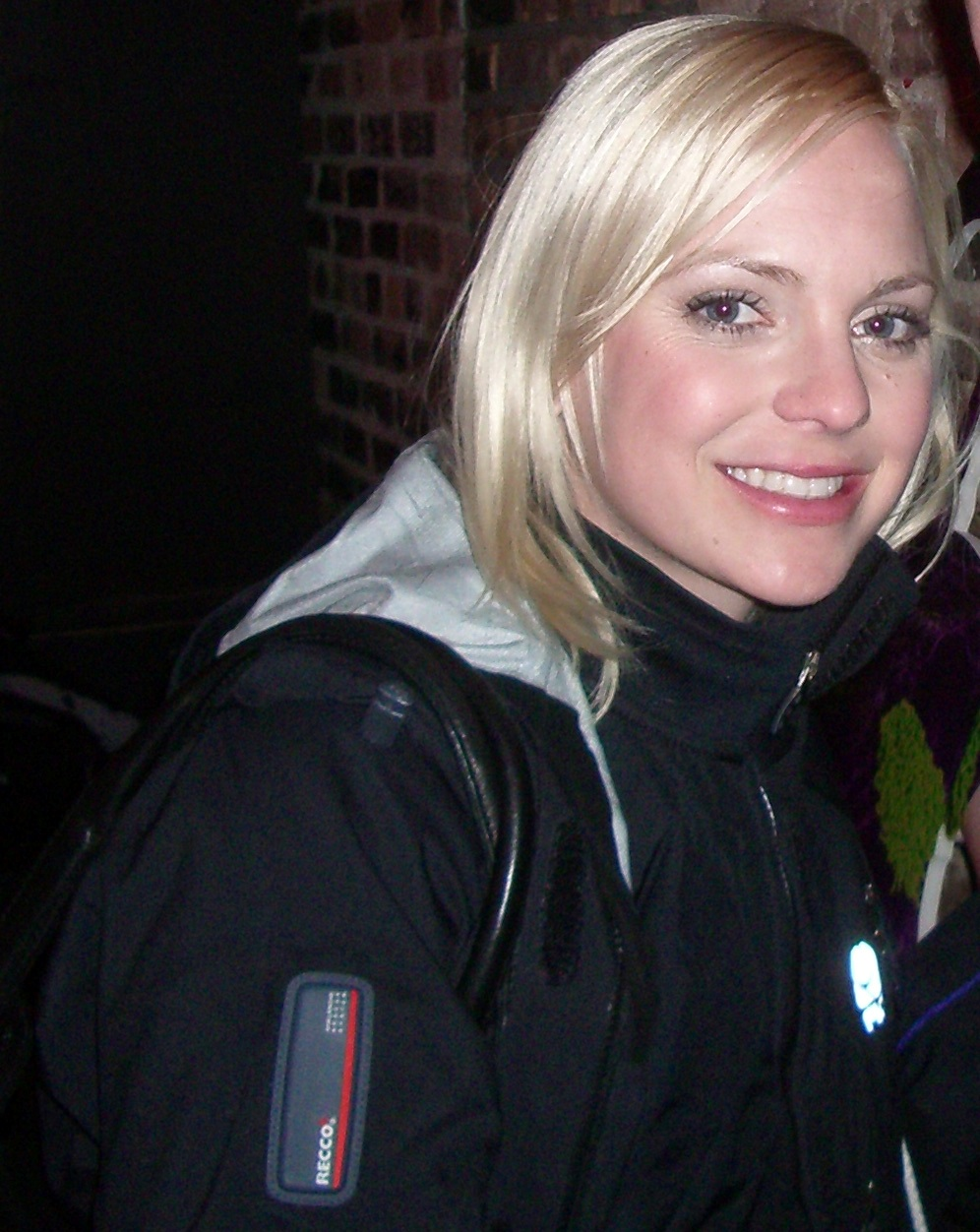
Anna Faris (* 29. November)

- 03. Oktober: Seann William Scott, US-amerikanischer Schauspieler
- 04. Oktober: Alicia Silverstone, US-amerikanische Schauspielerin
- 08. Oktober: Kida Khodr Ramadan, deutscher Schauspieler
- 09. Oktober: Nick Swardson, US-amerikanischer Schauspieler
- 09. Oktober: Mia Aegerter, schweizerische Popsängerin und Schauspielerin
- 11. Oktober: Emily Deschanel, US-amerikanische Schauspielerin
- 14. Oktober: Chang Chen, taiwanischer Schauspieler
- 15. Oktober: Jody Hill, US-amerikanischer Regisseur und Drehbuchautor
- 16. Oktober: Gil Kenan, US-amerikanischer Regisseur
- 19. Oktober: Joy Bryant, US-amerikanische Schauspielerin
- 19. Oktober: Desmond Harrington, US-amerikanischer Schauspieler
- 20. Oktober: Dan Fogler, US-amerikanischer Schauspieler, Regisseur und Synchronsprecher
- 21. Oktober: Andrew Scott, irischer Schauspieler
- 23. Oktober: Ryan Reynolds, kanadischer Schauspieler
- 26. Oktober: Florence Kasumba, deutsche Schauspielerin und Musicaldarstellerin
- 31. Oktober: Piper Perabo, US-amerikanische Schauspielerin

November
- 01. November: Logan Marshall-Green, US-amerikanischer Schauspieler
- 04. November: Justine Waddell, südafrikanische Schauspielerin
- 06. November: Lluvia Rojo, spanische Schauspielerin
- 06. November: Wiley Wiggins, US-amerikanischer Schauspieler
- 10. November: Tiziana Lodato, italienische Schauspielerin
- 12. November: Anja Salomonowitz, österreichische Regisseurin
- 15. November: Virginie Ledoyen, französische Schauspielerin
- 15. November: Claudia Llosa, peruanische Regisseurin und Drehbuchautorin
- 16. November: Estíbaliz Gabilondo, spanische Schauspielerin
- 17. November: Beate Bille, dänische Schauspielerin
- 17. November: Brandon Call, US-amerikanischer Schauspieler
- 17. November: Stefan Lampadius, deutscher Schauspieler und Filmemacher
- 20. November: Laura Harris, kanadische Schauspielerin
- 27. November: Jaleel White, US-amerikanischer Schauspieler
- 28. November: Ryan Kwanten, australischer Schauspieler
- 29. November: Chadwick Boseman, US-amerikanischer Schauspieler
- 29. November: Anna Easteden, finnisch-US-amerikanische Schauspielerin
- 29. November: Anna Faris, US-amerikanische Schauspielerin

Dezember
- 01. Dezember: Dean O’Gorman, neuseeländischer Schauspieler
- 02. Dezember: Angela Wiederhut, deutsche Synchronsprecherin
- 05. Dezember: Amy Acker, US-amerikanische Schauspielerin
- 06. Dezember: Lindsay Price, US-amerikanische Schauspielerin
- 08. Dezember: Dominic Monaghan, britischer Schauspieler
- 10. Dezember: Keith Robinson, US-amerikanischer Schauspieler
- 18. Dezember: Koyuki, japanisches Model und Schauspielerin
- 21. Dezember: Marlene Morreis, österreichische Schauspielerin
- 24. Dezember: Florian Karlheim, deutscher Schauspieler
- 27. Dezember: Aaron Stanford, US-amerikanischer Schauspieler
- 28. Dezember: Joe Manganiello, US-amerikanischer Filmschauspieler
- 29. Dezember: Danny McBride, US-amerikanischer Drehbuchautor, Produzent und Schauspieler
- 29. Dezember: Clara Khoury, israelische Schauspielerin

### Tag unbekannt
- Melika Foroutan, deutsch-iranische Schauspielerin und Hörspielsprecherin
- Hanno Olderdissen, deutscher Regisseur

## Verstorbene

### Januar bis März
Januar

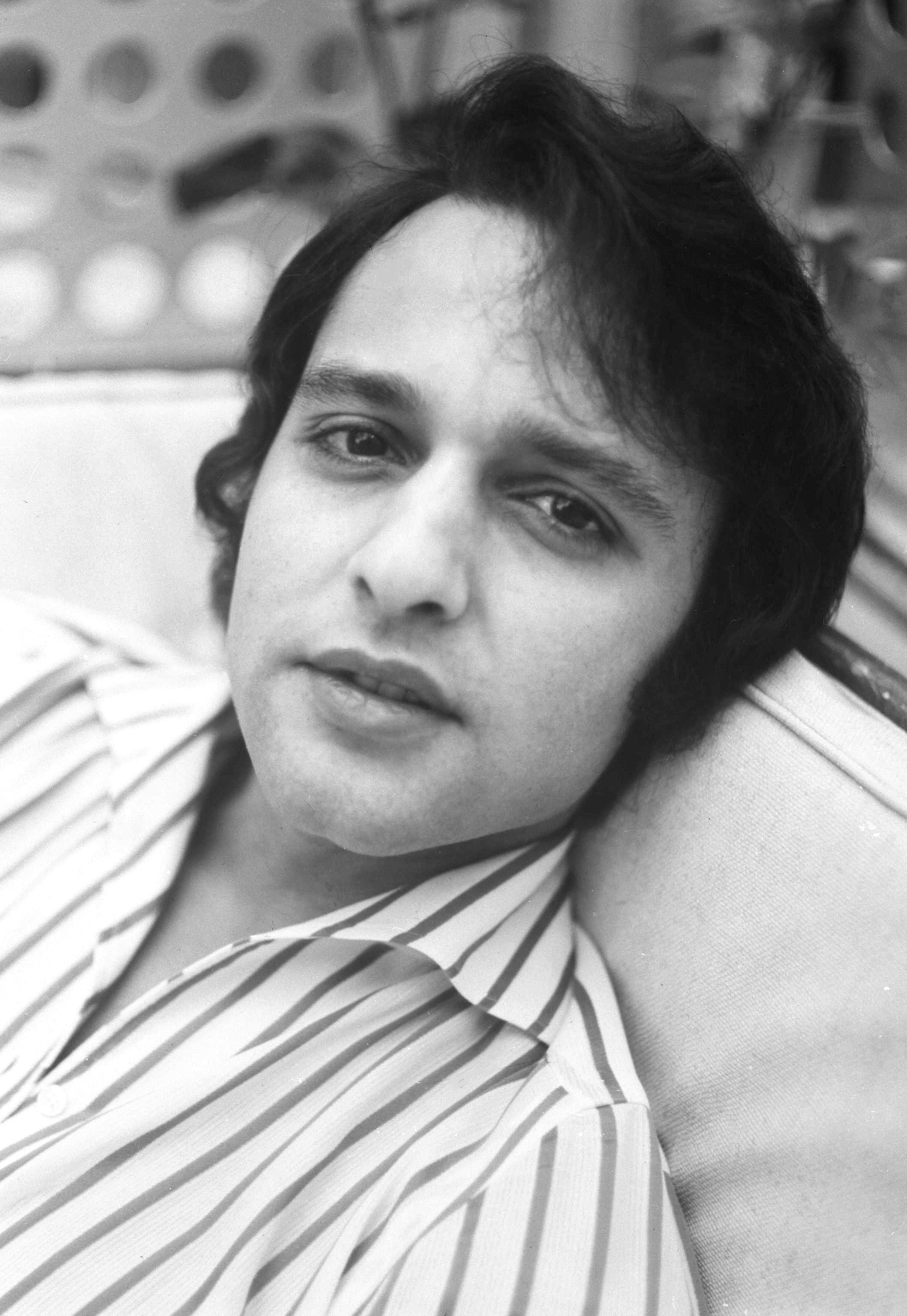
Sal Mineo (1939–1976)

- 01. Januar: Walter Janssen, deutscher Schauspieler (* 1887)
- 12. Januar: Agatha Christie, britische Krimiautorin (* 1890)
- 13. Januar: Margaret Leighton, britische Schauspielerin (* 1922)
- 18. Januar: Friedrich Hollaender, deutscher Komponist (* 1896)
- 23. Januar: Paul Robeson, US-amerikanischer Sänger und Schauspieler (* 1898)
- 25. Januar: Johannes Meyer, deutscher Drehbuchautor und Regisseur (* 1888)

Februar
- 02. Februar: Eduard Kubat, deutscher Produzent und Regisseur (* 1891)
- 02. Februar: Günther Stapenhorst, deutscher Produzent (* 1883)
- 11. Februar: Lee J. Cobb, US-amerikanischer Schauspieler (* 1911)
- 12. Februar: Sal Mineo, US-amerikanischer Schauspieler (* 1939)
- 15. Februar: María Corda, ungarische Stummfilmschauspielerin (* 1898)
- 17. Februar: Jean Servais, belgischer Schauspieler (* 1910)
- 25. Februar: Paul May, österreichischer Regisseur (* 1909)
- 26. Februar: Frieda Inescort, britische Schauspielerin (* 1901)

März
- 05. März: Charles Lederer, US-amerikanischer Drehbuchautor (* 1910)
- 14. März: Busby Berkeley, US-amerikanischer Regisseur (* 1895)
- 17. März: Luchino Visconti, italienischer Regisseur (* 1906)
- 19. März: Albert Dieudonné, französischer Schauspieler (* 1889)
- 20. März: Paul Frank, österreichischer Drehbuchautor (* 1885)
- 28. März: Richard Arlen, US-amerikanischer Schauspieler (* 1900)

### April bis Juni
April

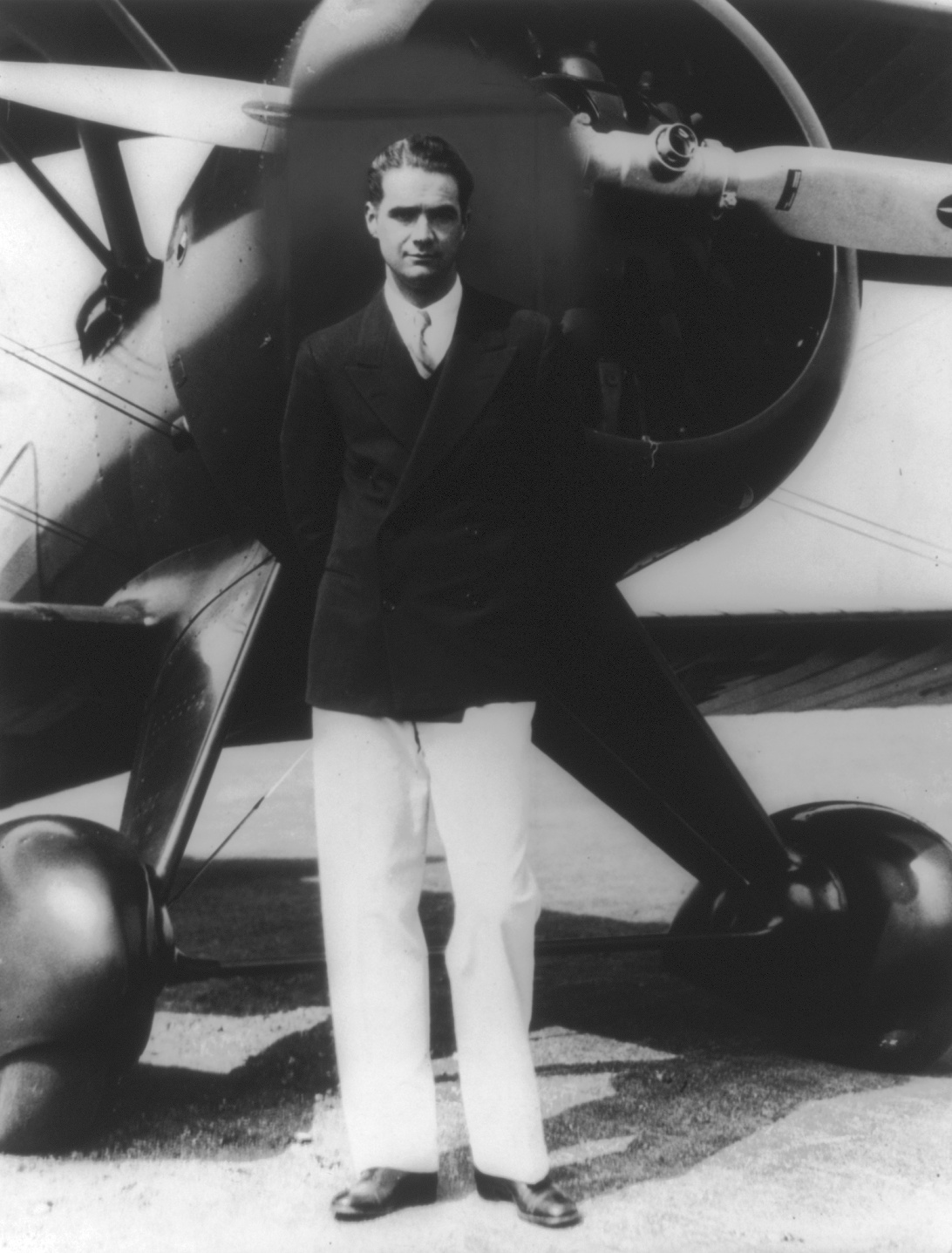
Howard Hughes (1905–1976)

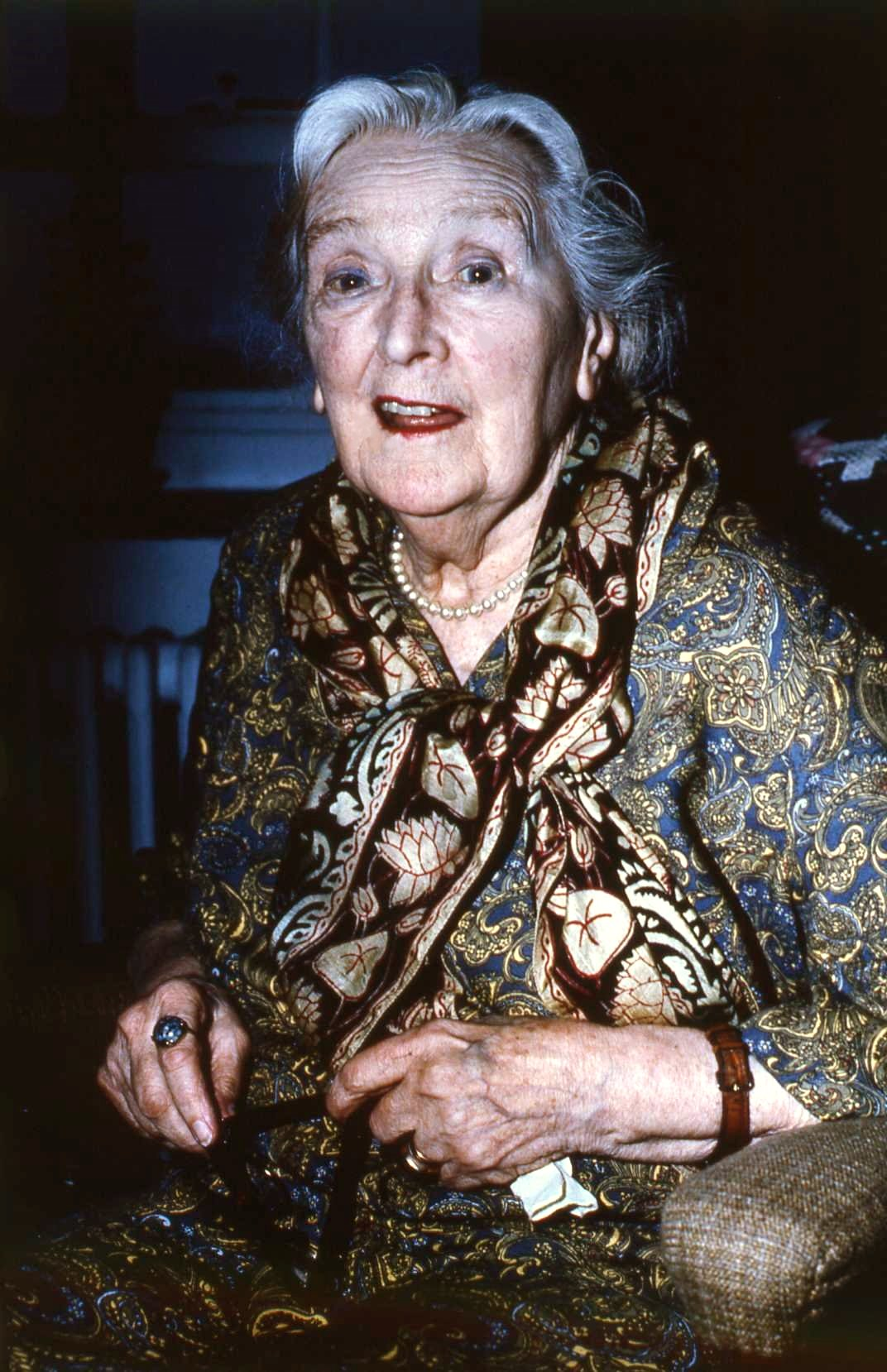
Sybil Thorndike (1882–1976)

- 05. April: Howard Hughes, US-amerikanischer Filmproduzent und Regisseur (* 1905)
- 12. April: Miriam Cooper, US-amerikanische Stummfilmschauspielerin (* 1891)
- 26. April: Sidney James, südafrikanisch-britischer Schauspieler (* 1913)
- 27. April: Carlos Villarias, US-amerikanischer Schauspieler (* 1892)

Mai
- 10. Mai: Viktoria von Ballasko, österreichische Schauspielerin (* 1909)
- 18. Mai: Hans Androschin, österreichischer Kameramann (* 1892)
- 27. Mai: Hilde Hildebrand, deutsche Schauspielerin (* 1897)

Juni
- 06. Juni: Victor Varconi, US-amerikanischer Schauspieler (* 1891)
- 09. Juni: Sybil Thorndike, britische Schauspielerin (* 1882)
- 10. Juni: Adolph Zukor, US-amerikanischer Filmproduzent (* 1873)
- 28. Juni: Stanley Baker, britischer Schauspieler (* 1927)

### Juli bis September
Juli
- 12. Juli: James Wong Howe, US-amerikanischer Kameramann (* 1899)
- 13. Juli: Carl Dreher, US-amerikanischer Tontechniker (* 1896)
- 19. Juli: Gene Roth, US-amerikanischer Schauspieler (* 1903)
- 28. Juli: Lucie Mannheim, deutsche Schauspielerin (* 1899)
- 28. Juli: Charlotte Susa, deutsche Schauspielerin (* 1898)

August
- 02. August: Fritz Lang, österreichischer Regisseur (* 1890)
- 05. August: Lu Säuberlich, deutsche Schauspielerin (* 1911)
- 08. August: Winston Hibler, US-amerikanischer Drehbuchautor, Filmproduzent und -regisseur sowie Schauspieler und Off-Sprecher (* 1910)
- 10. August: Ray Corrigan, US-amerikanischer Schauspieler (* 1902)
- 13. August: Viktor Tourjansky, ukrainischer Regisseur (* 1891)
- 17. August: Murvyn Vye, US-amerikanischer Schauspieler (* 1913)
- 19. August: Alastair Sim, britischer Schauspieler (* 1900)
- 22. August: Anton Profes, österreichischer Schlager- und Filmkomponist (* 1896)
- 28. August: Anissa Jones, US-amerikanische Schauspielerin (* 1958)

September
- 10. September: Dalton Trumbo, US-amerikanischer Drehbuchautor (* 1905)
- 30. September: Paul Dehn, britischer Drehbuchautor und Produzent (* 1912)

### Oktober bis Dezember
Oktober
- 05. Oktober: Barbara Nichols, US-amerikanische Schauspielerin (* 1929)
- 14. Oktober: Edith Evans, britische Schauspielerin (* 1888)
- 18. Oktober: Giorgos Tzavellas, griechischer Regisseur, Schauspieler und Autor (* 1916)

November
- 04. November: Massimo Dallamano, italienischer Regisseur (* 1917)
- 15. November: Jean Gabin, französischer Schauspieler (* 1904)
- 22. November: Rupert Davies, britischer Schauspieler (* 1916)
- 23. November: André Malraux, französischer Drehbuchautor und Regisseur (* 1901)
- 28. November: Rosalind Russell, US-amerikanische Schauspielerin (* 1907)
- 30. November: Fritz Rasp, deutscher Schauspieler (* 1891)

Dezember
- 01. Dezember: Jane Marken, französische Schauspielerin (* 1895)
- 12. Dezember: Jack Cassidy, US-amerikanischer Schauspieler (* 1927)
- 16. Dezember: Ilse Fürstenberg, deutsche Schauspielerin (* 1907)
- 17. Dezember: Wladimir Gaidarow, russischer Schauspieler (* 1893)
- 19. Dezember: Kurt Lieck, deutscher Schauspieler und Hörspielsprecher (* 1899)
- 19. Dezember: Jack Trevor, britischer Schauspieler (* 1893)
- 29. Dezember: Karl Meixner, österreichischer Schauspieler (* 1903)